# Raúl Argemí
Raúl Argemí, né le 21 février 1946 à La Plata, est un journaliste et un écrivain argentin, auteur de romans policiers.

## Biographie
Acteur et directeur de théâtre, il participe à la lutte armée dans les années 1970 contre la dictature militaire , est emprisonné et n’est libéré qu’avec le retour à la démocratie. Il devient alors journaliste, notamment pour l'édition sud-américaine du Monde diplomatique.
En 1986, il s'installe en Patagonie, où il travaille dans la presse régionale. La forte empreinte du paysage de cette région méridionale se retrouve dans la plupart de ses romans.
En 2000, il s'installe à Barcelone, en Espagne, où, à partir de 2002, sa carrière d'écrivain prend son essor avec la publication régulière de romans policiers dont les intrigues mêlent souvent roman noir politique, roman d'aventures et récit autobiographique.

## Œuvres

### Romans
- El gordo, el francés y el ratón Pérez (1996) Publié en français sous le titre Le Gros, le Français et la Souris, traduit par Jean-François Gérault, Paris, Éditions Payot & Rivages, coll. « Rivages/Noir » no 579, 2005, 202 p.  (ISBN 2-7436-1453-6)
- Los muertos siempre pierden los zapatos (2002) Publié en français sous le titre Les morts perdent toujours leurs chaussures, traduit par Jean-François Gérault, Paris, Éditions Payot & Rivages, coll. « Rivages/Noir » no 640, 2007, 330 p.  (ISBN 978-2-7436-1661-8)
- Negra y Criminal (2003), roman écrit par 12 auteurs, dont Andreu Martín, Alicia Giménez Bartlett, Francisco González Ledesma et Raúl Argemí
- Penúltimo nombre de guerra (2004) Publié en français sous le titre Ton avant-dernier nom de guerre, traduit par Alexandra Carrasco-Rahal, Paris, Éditions Payot & Rivages, coll. « Rivages/Noir » no 929, 2013,  (ISBN 978-2-7436-2630-3)
- Patagonia Chu Chu (2005) Publié en français sous le titre Patagonia tchou tchou, traduit par Jean-François Gérault, Paris, Éditions Payot & Rivages, coll. « Rivages/Noir » no 792, 2010, 263 p.  (ISBN 978-2-7436-2146-9)
- Siempre la misma música (2006)
- Retrato de familia con muerta (2008)
- La última caravana (2008)
- El ángel de Ringo Bonavena (2012)
- A tumba abierta (2015) Publié en français sous le titre À tombeau ouvert, traduit par Alexandra Carrasco-Rahal, Paris, Éditions Payot & Rivages, coll. « Rivages/Noir. Grand Format », 2019, 320 p.  (ISBN 978-2-7436-4789-6)

### Recueil de nouvelles
- En la frontera (2013)

### Essais
- Otra visión crítica de Argentina (2008)

### Anthologie
- Matar en Barcelona (2009), édition et choix des nouvelles par Raúl Argemí
- Barcelona noir (2011), anthologie de nouvelles signées par plusieurs auteurs dont Raúl Argemí pour El delgado encanto de la mujer china
- Asesinatos profilácticos (2012), anthologie de nouvelles signées par plusieurs auteurs dont Raúl Argemí pour Los asesinos (Remaque Hemingway)
- Lava negra (2013), anthologie de nouvelles signées par plusieurs auteurs dont Raúl Argemí pour Un pobre gato

### Ouvrages de littérature d'enfance et de jeunesse
- La verdadera historia de Gretel y su hermano (2011), version noire du conte Hansel et Gretel
- Pepé Levalián: El ladrón de paraguas (2011) Publié en français sous le titre Les Aventures de Léon, p(eu)reux chevalier, vol. 1, Léon contre la sorcière et le voleur de parapluies, traduit par Nathalie Nédélec-Courtès, Namur, Belgique, Éditions Mijade, 2012, 158 p.  (ISBN 978-2-87423-063-9)
- Pepé Levalián: bandidos y dragones (2011) Publié en français sous le titre Les Aventures de Léon, p(eu)reux chevalier, vol. 2, Léon contre bandits et dragons, traduit par Nathalie Nédélec-Courtès, Namur, Belgique, Éditions Mijade, 2014, 187 p.  (ISBN 978-2-87423-076-9)

### Autre publication
- El sexo, la muerte y Caperucita Roja (2014)